# Персон, Иван Иванович
Иван Иванович Персон (1797—1867) — почётный лейб-медик, благотворитель, инспектор медицинской части Санкт-Петербургских учреждений Ведомства императрицы Марии, член Медицинского совета Министерства внутренних дел Российской империи; тайный советник.

## Биография
Иван Персон родился 12 августа 1797 года в городе Санкт-Петербурге. Получив среднее образование в Санкт-Петербургской Петропавловской немецкой школе, он поступил в Императорскую медико-хирургическую академию и, окончив ее курс 14 августа 1817 года, поступил ординатором в Обуховскую больницу. 
Вскоре после этого Иван Иванович Персон отправился за границу для повышения квалификации и провел там около четырёх лет, работая в передовых университетах и клиниках Западной Европы. 
Вернувшись в Россию, он служил в разное время врачом при Государственном банке Российской империи, при Монетном дворе и при Воспитательном доме и приобрел в публике и среди товарищей репутацию выдающегося практика-врача с основательной научной подготовкой. В течение тридцати лет Персон работал в Санкт-Петербургском училище глухонемых и произвел в нём много существенных улучшений в гигиеническом и терапевтическом отношениях.
Назначенный помощником инспектора медицинской части учреждений Ведомства императрицы Марии, а с 1863 г. — инспектором, И. И. Персон произвел в петербургских гражданских больницах много полезных преобразований и улучшений. В частности, по его почину, в больницах устраивались совещания врачей («больничные конференции»), которые позволили ординаторам возможность обсуждать под председательством главного врача научные вопросы, характер господствующих болезней, отдельные истории болезней и все подробности гигиенического и диэтетического содержания больных. Эти совещания повысили научный и нравственный уровень больничного персонала. 
По представлению Персона почти во всех больницах были учреждены должности прозекторов, которым были даны необходимые научные пособия для анатомических исследований и для составления анатомо-патологических коллекций. Благодаря стараниям Персона, была учреждена должность эксперта химии, которому был поручен анализ патологических продуктов, отправляемых к нему больничными врачами; вообще Персон заботился о применении в больницах микроскопии и патологической химии для распознавания болезней; кроме того, предметом его участия были больничная статистика и гигиена. Петербургские больницы обязаны ему введением искусственной вентиляции. 
Кроме больничного дела и городской практики Персон посвящал часть времени занятиям в столичном Комитете общественного здравия и в исполнительной и городской санитарных комиссиях. В Медицинском совете Министерства внутренних дел Российской империи, в котором он был одним из наиболее деятельных членов, он участвовал в разработке многих важных врачебно-полицейских мер, особенно по вопросу о борьбе с заразными болезнями (оспопрививание и пp.). Во время эпидемий возвратной горячки и холеры в столице Империи Персон активно участвовал в борьбе с этими болезнями.
Несмотря на многочисленные служебные обязанности, Персон находил время для широкой благотворительности: так, он деятельно трудился в Медико-филантропическом комитете, в котором был членом; по мнению гражданского генерал-штаб-доктора Е. В. Пеликана, «Максимилиановская лечебница для приходящих, которой он был консультантом-основателем, без преувеличения можно сказать, более всего обязана Персону своей полезной деятельностью и заслуженной репутацией». В течение тридцати лет Иван Иванович Персон бесплатно исполнял обязанности врача в сиротской школе при Петропавловской церкви. Им был издан труд под заглавием «Disquisitio sterilitatis mulieris» (СПб., 1835). 
В обществе Персон пользовался очень большим успехом как врач-практик. В 1865 году он был произведен в тайные советники. 14 августа 1867 года торжественно праздновался 50-летний юбилей его деятельности, а через 2 месяца (10 октября 1867 года) Иван Иванович Персон умер от развившейся у него «хронической болезни в груди». 
В 1877 году в ИМХА была учреждена стипендия имени Персон (242 pубля), которая ежегодно назначалась одному из беднейших и способнейших студентов, начиная со второго курса.

## Награды и звания
- Коллежский советник - 19 мая 1839
- Статский советник - 19 мая 1843
- Действительный статский советник - 15 апреля 1849
- Тайный советник - 4 апреля 1865
- Орден Святой Анны 3 степени - 17 июня 1830[5]
- Орден Святого Владимира 4 степени - 18 декабря 1831[6]
- Орден Святого Станислава 2 ст. - 13 августа 1834
- Бриллиантовый перстень - 1832, 1838
- Подарок по чину - 1842
- Императорская корона к Ордену Святого Станислава 2 степени - 6 ноября 1842[7]
- Знак отличия беспорочной службы за XX лет - 1844
- Императорская корона к Ордену Святой Анны 2 степени - 1854
- Знак отличия беспорочной службы за XXX лет - 1854
- Орден Святого Владимира 3 степени - 1856
- Орден Святого Станислава 1 степени - 1859
- Почетный лейб-медик - 1864
- Орден Святой Анны 1 степени - 1867[8][9][10][11]